# کنراد وینکلر
کنراد وینکلر (انگلیسی: Konrad Winkler؛ زادهٔ ۱۷ فوریهٔ ۱۹۵۵) از برندگان مدال‌های بازی‌های المپیک زمستانی و اهل آلمان است.